# Prototritia glomerata
Prototritia glomerata är en kvalsterart som först beskrevs av Grandjean 1932.  Prototritia glomerata ingår i släktet Prototritia och familjen Protoplophoridae. Inga underarter finns listade i Catalogue of Life.